# ديدون (أسطورة)
كان ديدون أو ددون هو معبود نوبي عُبد في العصور القديمة في النوبة في فترة ما قبل عام 2400 قبل الميلاد، هناك الكثير من الغموض حول الأصل أصله، خاصة وأنه صُوِّر في بعض النقوش كأسد وهو تصوير ابن إله آخر عادة في النقوش المصرية. لا توجد معلومات مؤكدة حول الأساطير النوبية القديمة التي ربما نشأ منها هذا المعبود. أقدم المصادر المصرية تذكر أن ديدون كان إلهًا للبخور في تلك الفترة. كان له أهمية كبيرة لأن البخور كان آنذاك سلعة فاخرة مرتفعة القيمة وكان يُستورد بكميات كبيرة من النوبة، أي أنه كان يعتبر إلها الرخاء والثراء.
ذكرت نصوص أهرامات مصر القديمة أنه إله نوبي، لكن لا يوجد دليل أن المصريين كانوا يعبدون ديدون، ولا أنه كان يعبد في أي مكان سوى شمال سوينت (أسوان الحالية) والتي كانت أقصى جنوب مصر القديمة في تلك الفترة،  أما في عصر المملكة المصرية الوسطى أثناء الحكم المصري لكوش، فقال المصريون إن ديدون هو حامي الحكام النوبيين المتوفين وإله البخور لديهم، وبالتالي يرتبط بالطقوس الجنائزية.
شرع أتلانيرسا الحاكم الكوشي لمملكة نبتة النوبية في بناء معبد مخصص للإله التوفيقي أوزوريس ديدون في جبل البركل تكريم لهذا الإله الجامع بين عناصر التوفيق والرخاء.